# Campeonato Norueguês de Futebol de 1986 — 1.ª Divisão Masculina
A Primeira divisão norueguesa masculina de 1986 teve a participação de doze equipes. O início se deu no dia 27 de Abril e o término em 19 de Outubro. O campeão foi Lillestrøm SK.
O sistema de disputa do campeonato foi o de pontos corridos, com o valor de dois pontos para cada vitória e um ponto para cada empate. Os dois últimos colocados foram automaticamente despromovidos, com igualmente automática promoção dos que terminaram como primeiros colocados de cada um dos grupos da segunda divisão. O décimo colocado disputou repescagem contra os segundos colocados dos grupos da segunda divisão.